# Ceremony (film, 1994)
Pour les articles homonymes, voir Ceremony.
 (janvier 2020).
Ceremony ou Ceremony 666, est un film américain réalisé par Joe Castro, sorti directement en vidéo en 1994.

## Synopsis
En réunissant plusieurs amis pour une séance de spiritisme, Sylvia Brindisi ignore qu'elle va ouvrir une porte de l'enfer et délivrer un démon de la prison qu'il occupait depuis plusieurs siècles. Il va plonger la Terre entière dans un nouvel âge des ténèbres et en faire le royaume de Satan. Pour l'en empêcher, Sylvie et ses camarades vont devoir inverser le processus et renvoyer au néant la créature infernale qu'elle a réveillé de son sommeil millénaire...

## Distribution
- Emilie Talbot : Sylvia Brindisi
- Forrest J Ackerman : le père de Sylvia
- Mahbub Shansab : The Fallen Angel
- Don Short : Dr Davidson
- Rudy Balli : un garçon du désert
- Lisel Brunson : Alexandra Davenport
- Hernan Escobar : le nomade du désert
- Gabrielle Galanter : Claire
- Elizabeth J. Hicks : la sœur de Charity
- Clarke Irving : Delivery Man
- Delores Nascar : Gloria
- Amy Rohren : Charity
- Steven R. Diebold